# キアシドクガ
キアシドクガ（黄脚毒蛾）はチョウ目ドクガ科の昆虫。
北海道,本州,四国,九州,朝鮮半島,シベリア,中国に分布する。
年1回発生、卵越冬。名称は成虫の脚が黄色いことに由来する。
幼虫には毒のあるドクガ特有の毒針毛は無く、一生を通じて毒は無いとされる。
日の高い内に成虫の飛ぶ姿を見て、多くの人は「白い蝶」と誤認する。

## 形態・生態
開張は50-57mm、終齢幼虫の体長は35-40mm。翅は白く半透明で無紋。雄は翅脈および翅の外縁、特に前翅前縁が黒ずんでいる。成虫は年1回出現し、地域にもよるが5-6月頃、
寒地では7月頃見られる。
幼虫は毛虫で、地色は黒色、背面には黄色の斑紋が並ぶ。幼虫はミズキ、クマノミズキ、エゴノキの葉を食する。
卵で越冬し、春に孵化した幼虫は梢端にのぼり、葉を食べる。小さな頃は主に葉の裏側にいるが、成長すると葉を巻いて巣を作る。
老熟幼虫は粗い繭を作り蛹になる。雌成虫は幹の表面に膠状物質でおおわれた卵を一層に並べて産む。
灯火にも飛来するが、昼行性で食樹の近くを群をなして蝶のように飛翔する。
成虫の口吻は退化し、成虫期は数日と短い。
成虫の橙黄色の脚部には雌雄差がある。
雌では前脚は橙黄色で他の脚の跗節(先端部)も橙黄色であるが、雄は前脚のみ橙黄色で他の脚の跗節は通常地色の黒色から体色の白色の間となる場合が多い。
成虫は、静止する場合は一般的な蛾と同様「ハの字」に翅を伏せるが、木の上を盛んに這い回る場合は蝶の様に翅を立てる。

## 食樹被害
ときに大発生し、幼虫の食樹のミズキが枯死する場合がある。多数の幼虫に一葉も残さず食いつくされても幼虫発生時期を過ぎれば葉は再生し一度の食害だけでは通常枯死には到らないが、大発生が複数年続くと樹木が弱り大発生収束の後年枯死に到るとする研究報告がある。

## 写真・動画

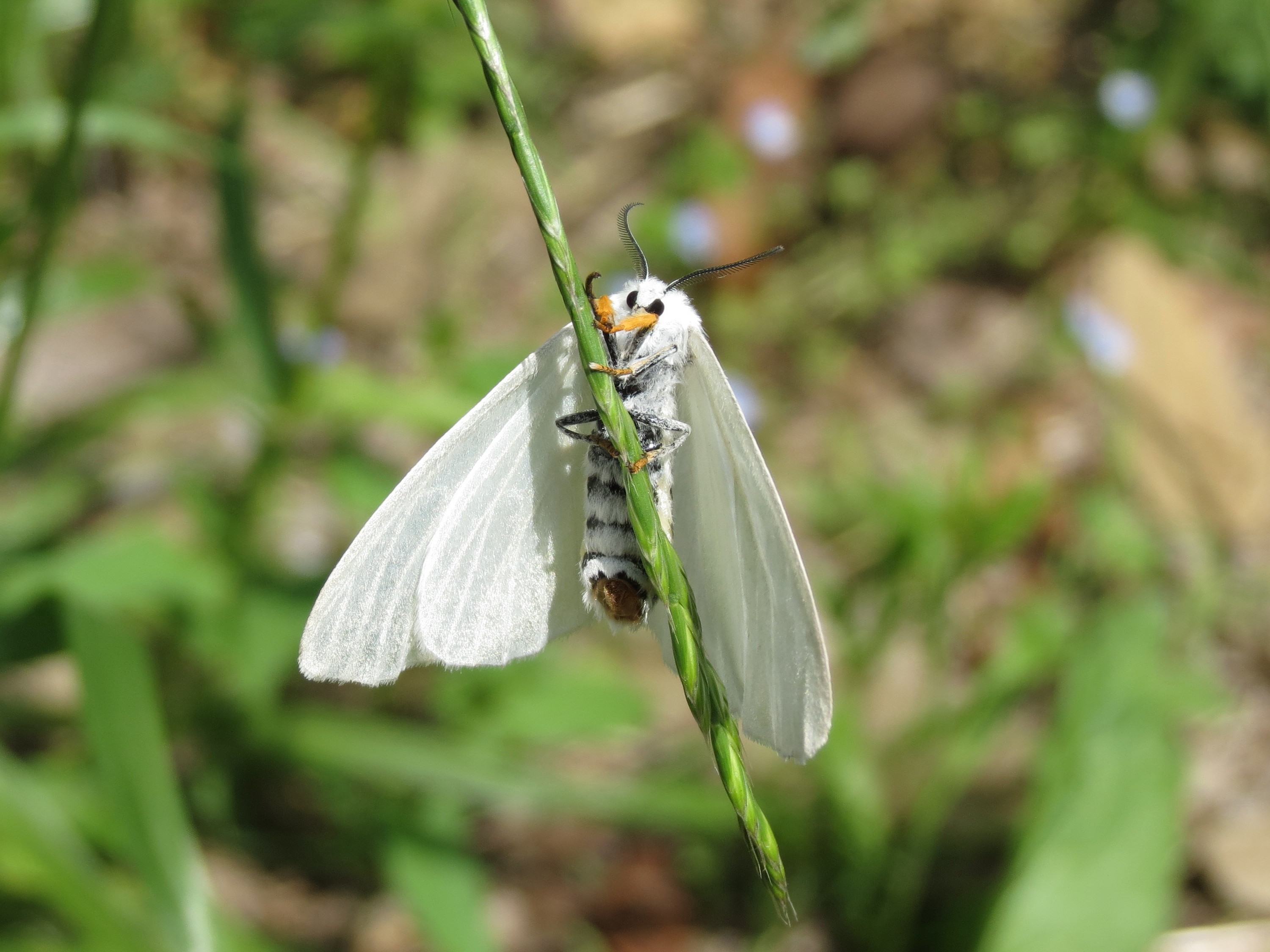
イネ科の穂にとまる♀(外性器はいつも露出している)
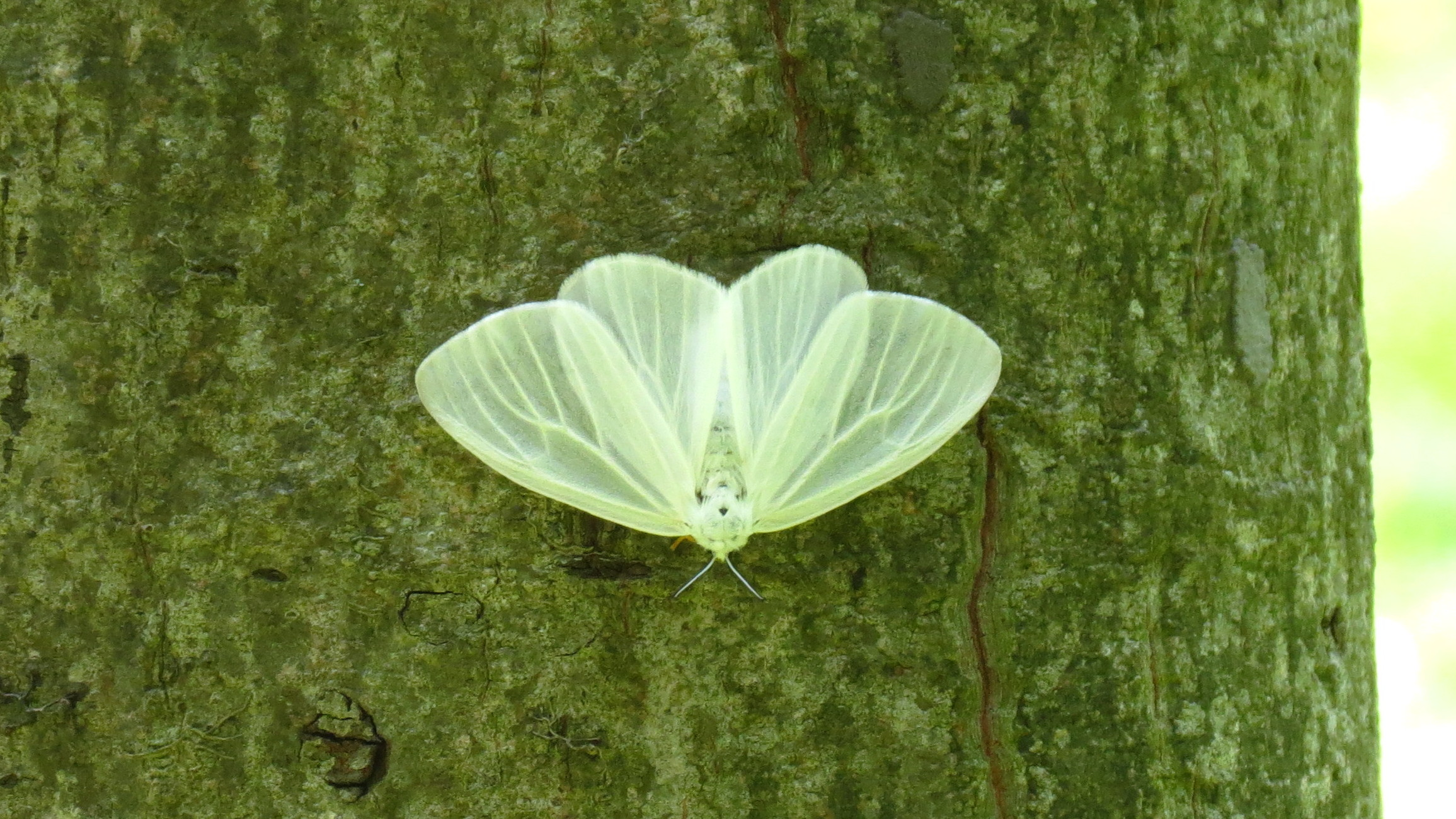
半透明の翅の♀
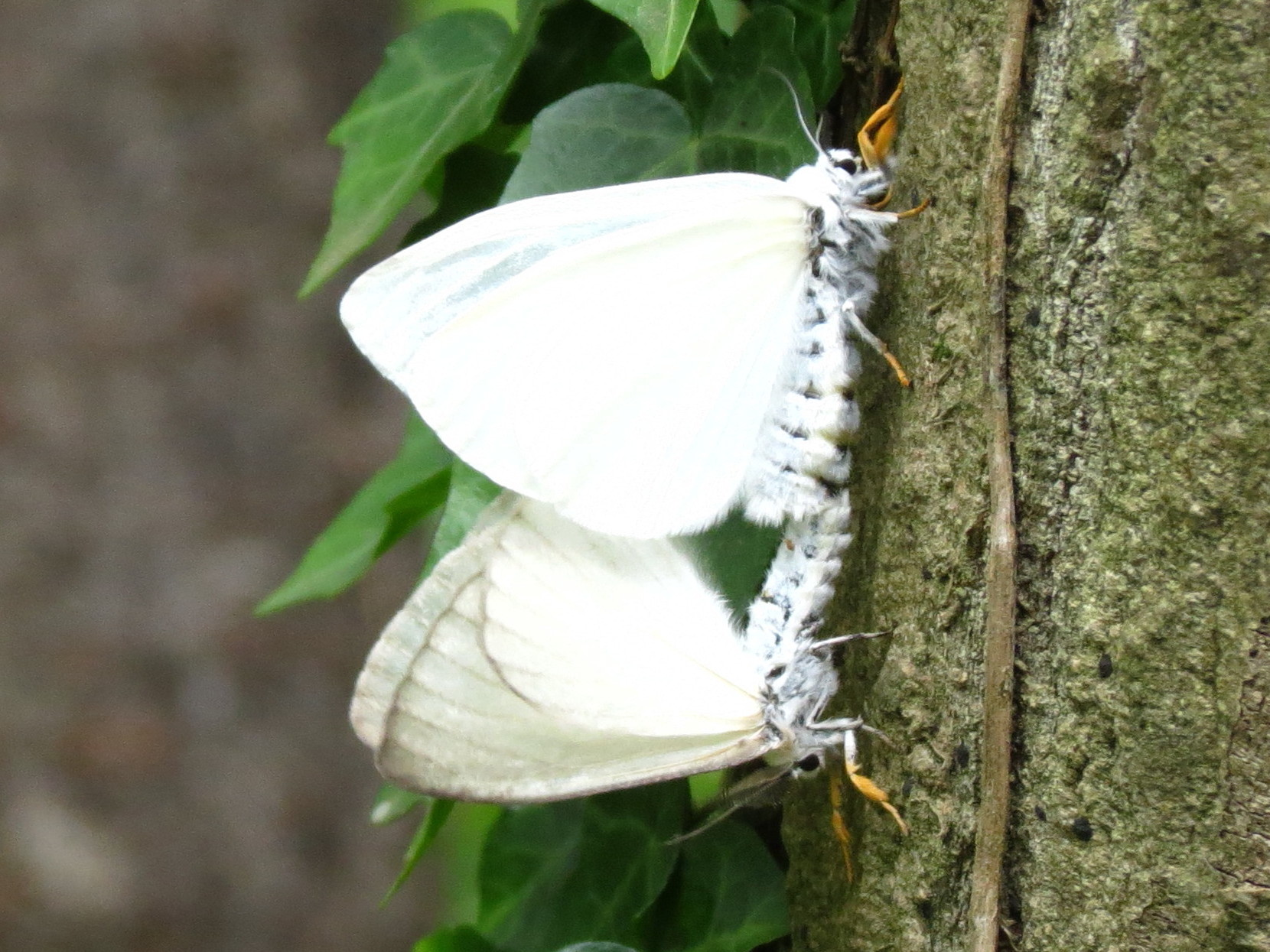
翅を立てた状態の交尾(翅が黒ずんでいる方が♂)
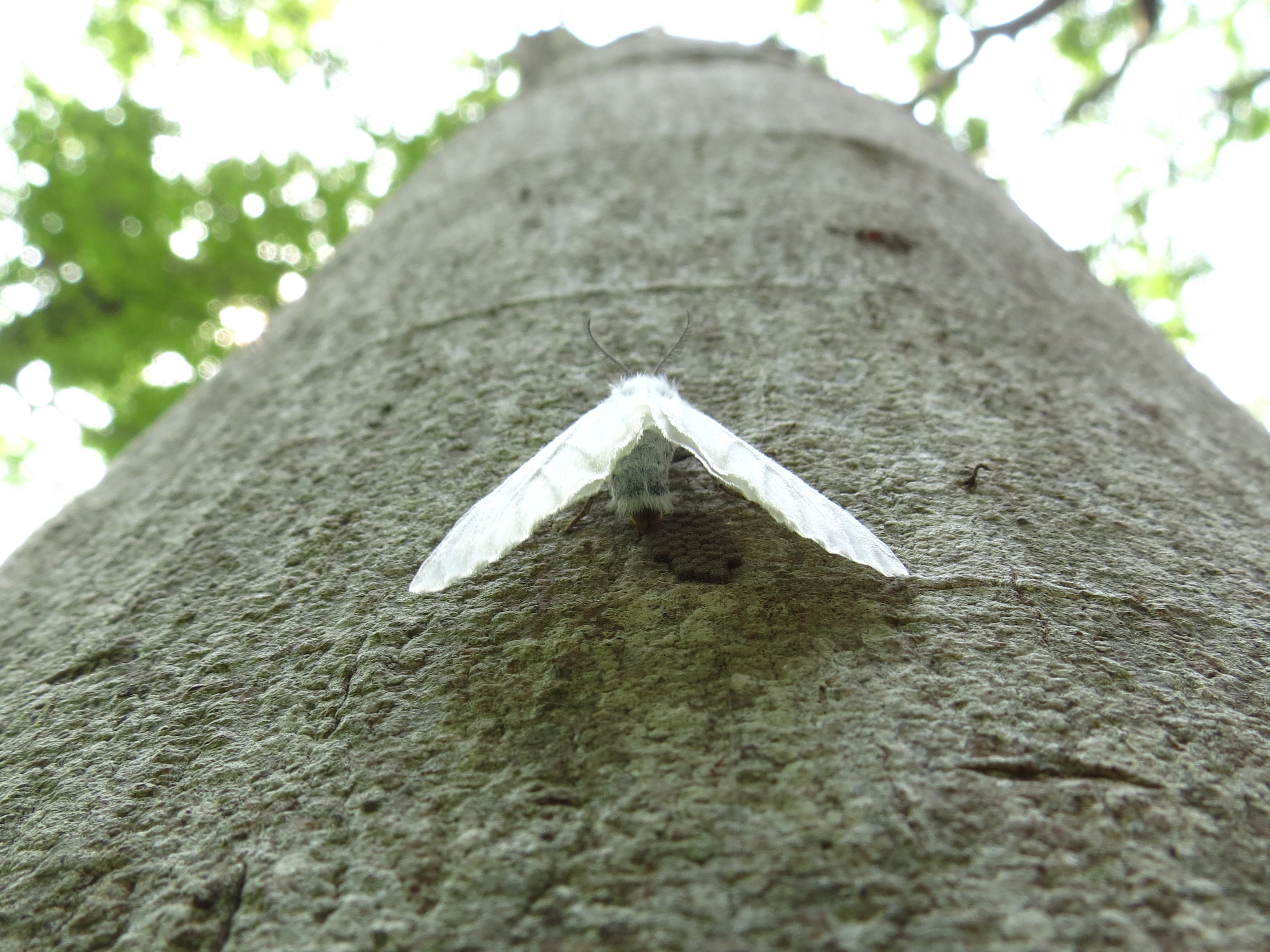
クマノミズキの幹に産卵中の♀
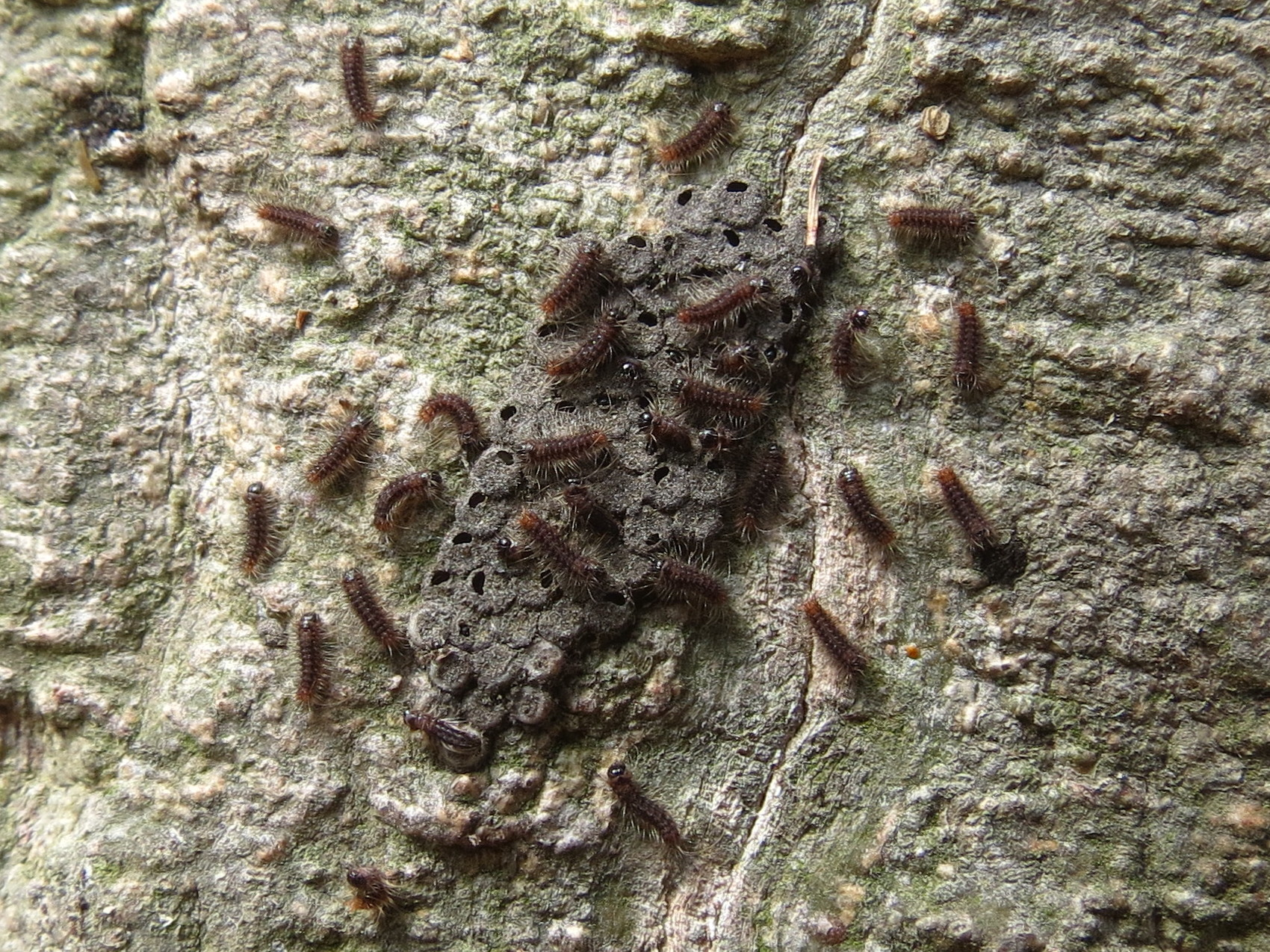
ミズキ幹上の卵塊、孵化中、孵化直後の幼虫
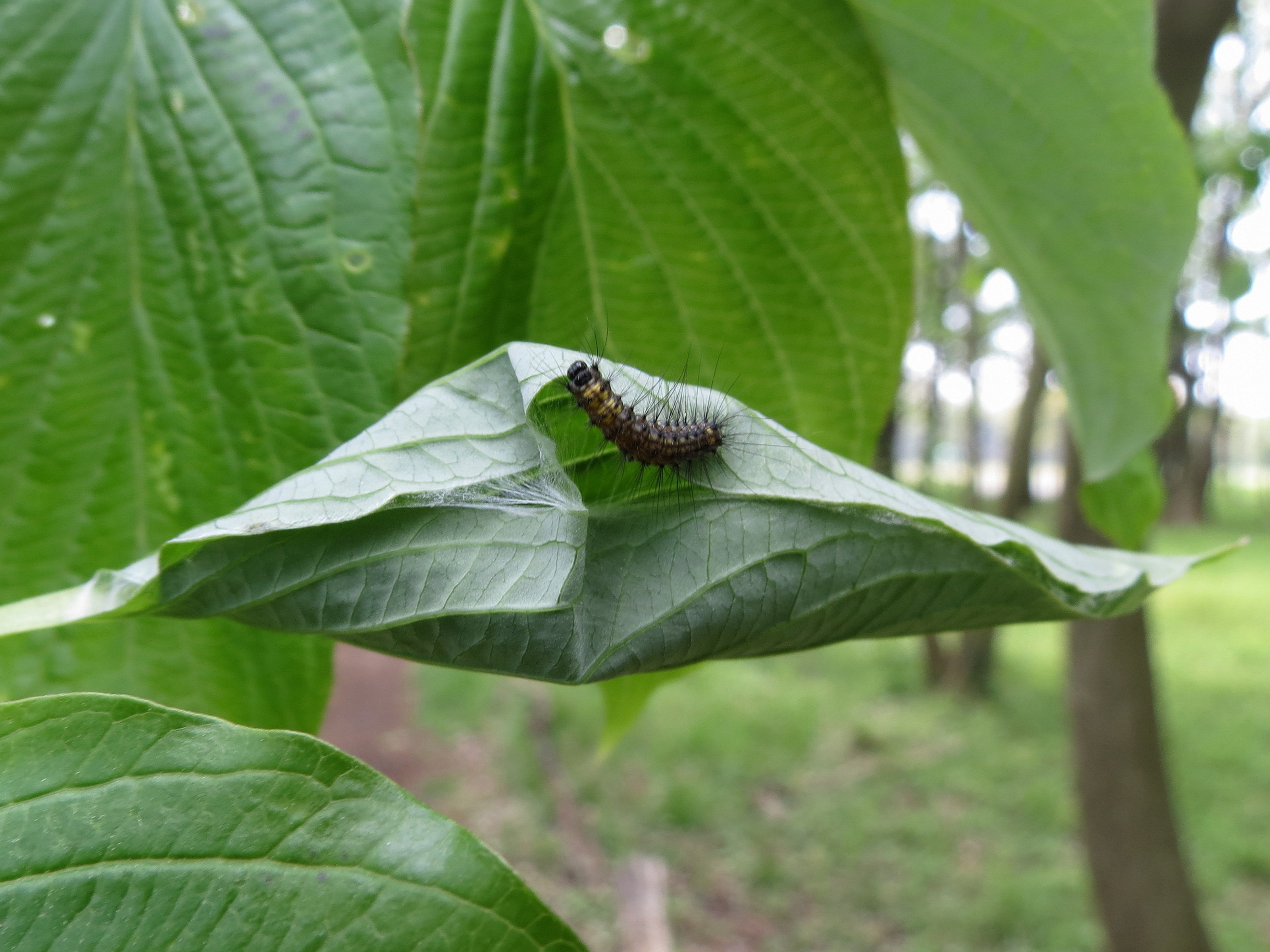
ミズキの葉を綴る中齢幼虫
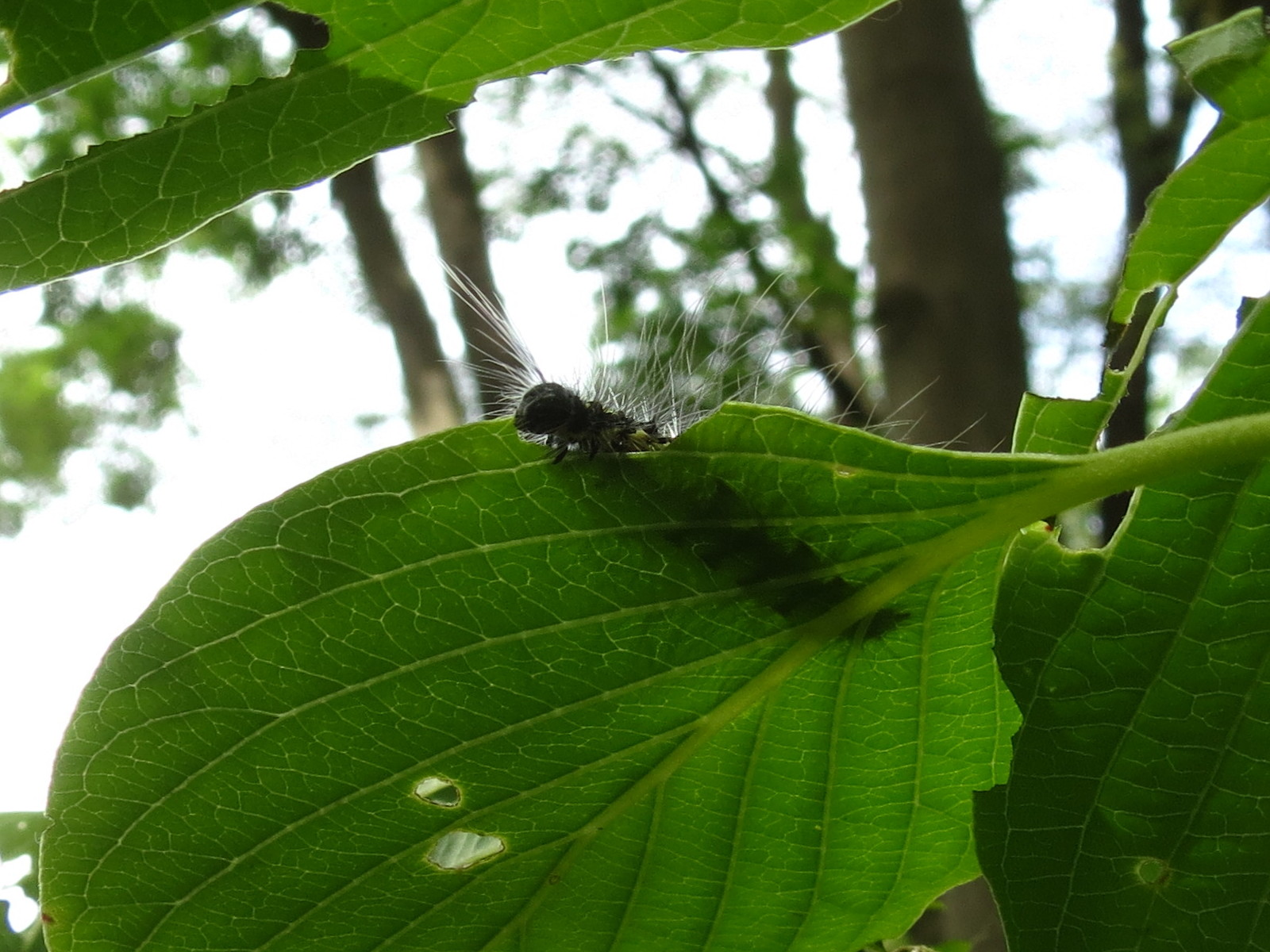
ミズキの葉を食べる終齢幼虫
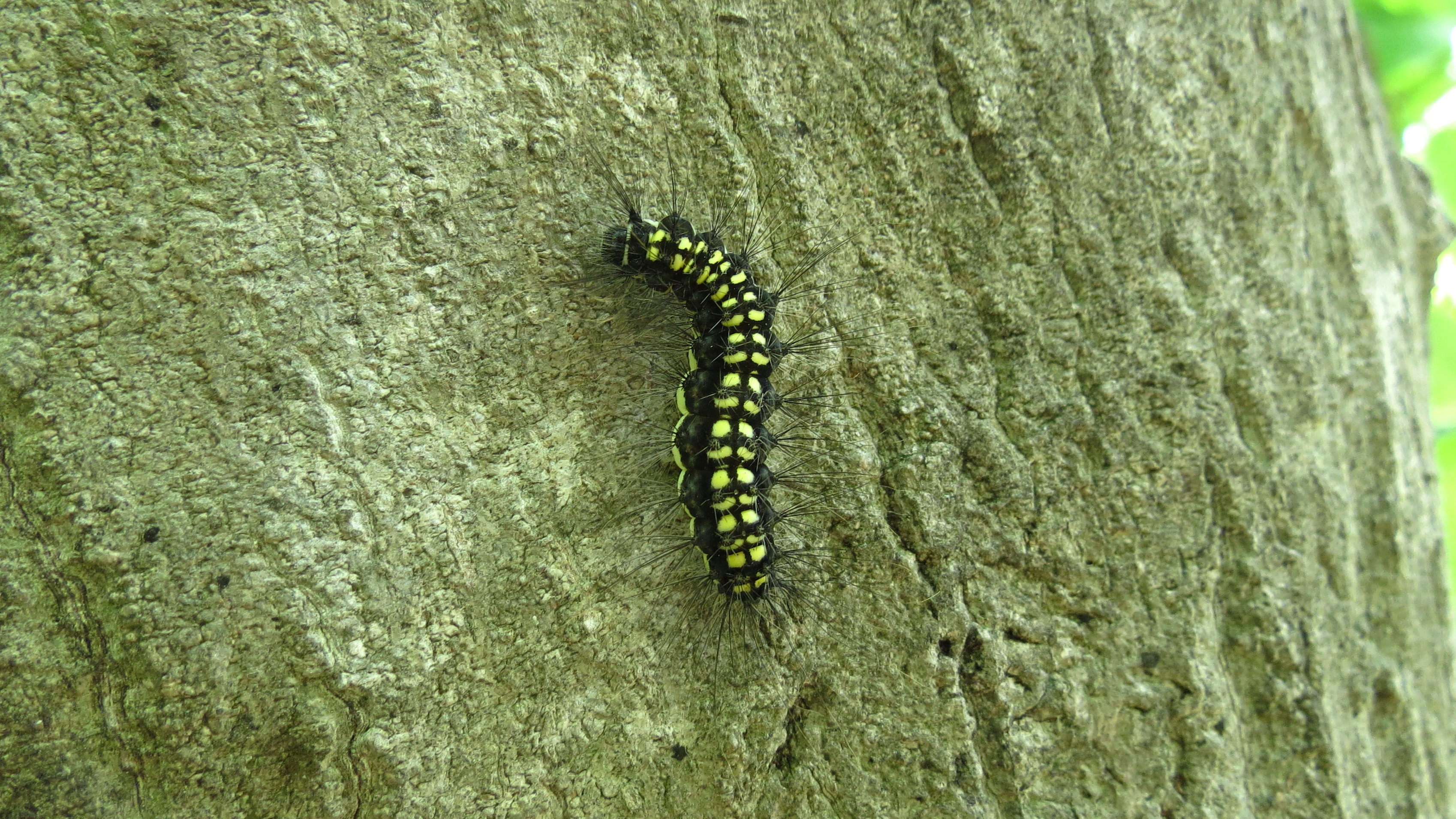
老熟した終齢幼虫
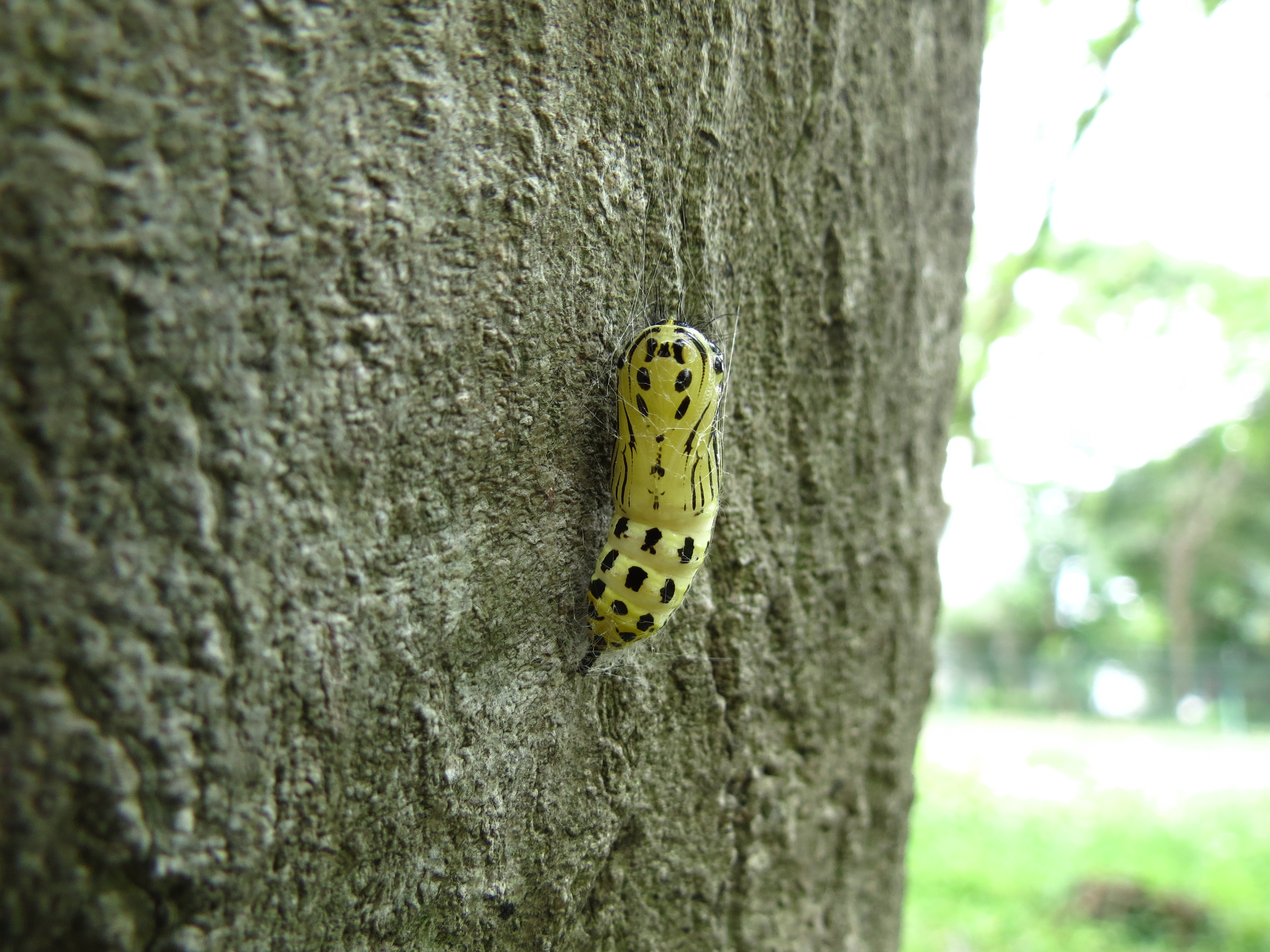
ミズキの幹上の蛹(腹面)
- ミズキの枝上を翅を立てて盛んに這い回る成虫
- ミズキの周りを群れをなして蝶の様に飛翔する成虫

## 参照資料等
1. 1 2 3  “キアシドクガ”.   みんなで作る日本産蛾類図鑑. 2015年6月13日閲覧。
2. ↑  九州への進出について「1990 年代から九州北部でも発生するようになり、九州南部への拡大が危惧されている。」“平成17 年の九州地域の森林病虫獣害発生状況”.   国立研究開発法人 森林総合研究所 九州支所. 2015年8月28日閲覧。
3. 1 2 3 4 5  『原色日本蛾類図鑑(下) 改訂新版』 江崎悌三(他)著（保育社）1971年、27頁
4. 1 2 3 4 5 6 7  “ミズキ科樹木の害虫 キアシドクガ”.   北海道立総合研究機構 森林研究本部 林業試験場. 2015年6月13日閲覧。
5. 1 2 3  “身近な昆虫図鑑：キアシドクガの成虫”.   そらいろネット. 2015年6月13日閲覧。
6. ↑  “キアシドクガの飼育記録”.   マツモムシの昆虫観察. 2015年6月13日閲覧。
7. ↑  キドクガなど有毒なドクガが属する「Euproctis属の特徴」(p179)として「体の背面および側面には微細な二次刺毛(編注：2齢幼虫以降に新しく生じる体毛の種類(p191))を生じ,毒針毛をそなえる」とあるが、キアシドクガが属する「Ivela属の特徴」(p176)としては「体(編注：頭部を除く)には特殊な二次刺毛を欠き」とあり毒針毛については記述が無い。尚、毒針毛は刺毛の一種と考えられている(p192)。『原色日本蛾類幼虫図鑑(上)』 一色周知監修, 六浦晃(他)著(保育社)1965年。
8. ↑  ドクガ(種)が「毒針毛を作ることができるのは2齢幼虫から終齢幼虫」とある事より、前注釈と合わせ再定義すると、毒針毛は二次刺毛の一種であるため、体には「2齢幼虫以降に新しく生じる」「特殊な二次刺毛を欠く」キアシドクガは毒針毛を持たない…であろう事が間接的に判る。また、同サイト別頁では「ドクガ科の中でも激しい皮膚炎を起こす原因である毒針毛を持っている(編注：生成する)のは、ドクガ属(Euproctis属)のガの幼虫だけ」とする。“北海道のドクガ 皮膚炎の原因 毒針毛”.   北海道立衛生研究所. 2016年4月16日閲覧。
9. 1 2 3 4  『日本産蛾類大図鑑 第1巻：解説編』 井上寛(他)著（講談社）1982年、632頁
10. 1 2 3  『日本産蛾類標準図鑑Ⅱ』 岸田泰則編（学研教育出版）2011年、143頁
11. ↑   『日本の鱗翅類』 ｢成虫は年１回 5-6月頃出現｣
12. ↑  編注）多くの著名図鑑は成虫の出現時期を6月と指定するが、既に紙媒体で出版済の「みんなで作る日本産蛾類図鑑」のWebサイトに寄せられたフィールドワーク成果として東京を含む比較的温暖な地域では5月後半以降特に5月下旬を中心に出現しており実態とのズレが現れている。6月を成虫確認時期とする報告としては次に紹介する比較的寒地の富山のWebサイトの例が挙げられよう。
13. ↑  富山県における“キアシドクガ成虫確認時期”.   富山県産蛾類博物館. 2015年6月20日閲覧。
14. 1 2 3  “北海道森林害虫図鑑 キアシドクガ”.   国立研究開発法人 森林総合研究所 北海道支所. 2015年6月13日閲覧。
15. ↑  「この種が、ハクウンボク、エゴノキ等を食うやうに書いた本があつたかと思ふが決してそう云う事はない。」矢野宗幹 (1926年11月25日). “キアシドクガの食樹”. 国立国会図書館デジタルコレクション. 昆蟲.1(2).   東京昆蟲學會. pp. 131-132. 2023年3月26日閲覧。
16. ↑   『日本の鱗翅類』 ｢…筆者が調べた日本産ドクガ科中唯一造巣性をもち,特に若齢から中齢幼虫は葉を二つに折り曲げて糸で綴った巣の中に入っている.｣
17. ↑  “自然教育園におけるキアシドクガの異常発生について（第6報）(PDF)”.   国立科学博物館. 2015年6月13日閲覧。
18. ↑  “自然教育園においてキアシドクガによるミズキの大量枯死が森林に与えた影響と将来予測(PDF)”.   国立科学博物館. 2015年6月13日閲覧。

- 宮田彬 (2011-2-20). “813.キアシドクガ”. 『日本の鱗翅類－系統と多様性』. 東海大学出版会. p. 873